# فولمینیک اسید
فولمینیک اسید (به انگلیسی: Fulminic acid) یک ترکیب شیمیایی با شناسه پاب‌کم ۵۲۱۲۹۳ است. 